# Gran Premio de Alemania de Motociclismo de 1996
El Gran Premio de Alemania de Motociclismo de 1996 fue la octava prueba del Campeonato del Mundo de Motociclismo de 1996. Tuvo lugar en el fin de semana del 5 al 7 de julio de 1996 en Nürburgring, situado en Nürburg, Renania-Palatinado, Alemania. La carrera de 500cc fue ganada por Luca Cadalora, seguido de Mick Doohan y Àlex Crivillé. Ralf Waldmann ganó la prueba de 250cc, por delante de Olivier Jacque y Jürgen Fuchs. La carrera de 125cc fue ganada por Masaki Tokudome, Stefano Perugini fue segundo y Haruchika Aoki tercero.

## Resultados 500cc
| Pos. | Piloto               | Constructor   | Tiempo/Retirado | Puntos |
| ---- | -------------------- | ------------- | --------------- | ------ |
| 1    | Luca Cadalora        | Honda         | 45:35.889       | 25     |
| 2    | Mick Doohan          | Honda         | +0.210          | 20     |
| 3    | Àlex Crivillé        | Honda         | +0.657          | 16     |
| 4    | Scott Russell        | Suzuki        | +4.916          | 13     |
| 5    | Kenny Roberts Jr     | Yamaha        | +7.703          | 11     |
| 6    | Norifumi Abe         | Yamaha        | +13.448         | 10     |
| 7    | Tadayuki Okada       | Honda         | +14.060         | 9      |
| 8    | Alex Barros          | Honda         | +17.680         | 8      |
| 9    | Shinichi Itoh        | Honda         | +34.806         | 7      |
| 10   | Jean-Michel Bayle    | Yamaha        | +43.311         | 6      |
| 11   | Alberto Puig         | Honda         | +55.589         | 5      |
| 12   | Loris Capirossi      | Yamaha        | +59.707         | 4      |
| 13   | Lucio Pedercini      | ROC Yamaha    | +1:31.799       | 3      |
| 14   | Frédéric Protat      | ROC Yamaha    | +1:37.657       | 2      |
| 15   | Eugene McManus       | Yamaha        | +1 Vuelta       | 1      |
| 16   | Florian Ferracci     | Paton         | +2 Vuelta       |        |
| 17   | Nicholas Schmassmann | Harris Yamaha | +2 Vueltas      |        |
| Ret  | Juan Borja           | Elf 500       |                 |        |
| Ret  | Adrian Bosshard      | Elf 500       |                 |        |
| Ret  | Terry Rymer          | Suzuki        |                 |        |
| Ret  | Jeremy McWilliams    | ROC Yamaha    |                 |        |
| Ret  | Sean Emmett          | Harris Yamaha |                 |        |
| Ret  | Doriano Romboni      | Aprilia       |                 |        |
| Ret  | Carlos Checa         | Honda         |                 |        |
| DNS  | Michael Rudroff      | Suzuki        |                 |        |
| DNS  | Laurent Naveau       | ROC Yamaha    |                 |        |
| DNS  | Toshiyuki Arakaki    | Harris Yamaha |                 |        |
| DNS  | James Haydon         | ROC Yamaha    |                 |        |

- Pole Position: Àlex Crivillé, 1:40.347
- Vuelta Rápida: Mick Doohan, 1:40.219

## Resultados 250cc
| Pos. | Piloto                   | Constructor | Tiempo/Retirado | Puntos |
| ---- | ------------------------ | ----------- | --------------- | ------ |
| 1    | Ralf Waldmann            | Honda       | 43:16.908       | 25     |
| 2    | Olivier Jacque           | Honda       | +2.022          | 20     |
| 3    | Jürgen Fuchs             | Honda       | +3.434          | 16     |
| 4    | Max Biaggi               | Aprilia     | +3.860          | 13     |
| 5    | Luis d'Antin             | Honda       | +27.378         | 11     |
| 6    | Luca Boscoscuro          | Aprilia     | +27.816         | 10     |
| 7    | Jean-Philippe Ruggia     | Honda       | +28.112         | 9      |
| 8    | Régis Laconi             | Honda       | +33.926         | 8      |
| 9    | Cristiano Migliorati     | Honda       | +34.321         | 7      |
| 10   | Tohru Ukawa              | Honda       | +35.421         | 6      |
| 11   | Nobuatsu Aoki            | Honda       | +41.997         | 5      |
| 12   | Osamu Miyazaki           | Aprilia     | +52.820         | 4      |
| 13   | Eskil Suter              | Aprilia     | +59.816         | 3      |
| 14   | Oliver Petrucciani       | Aprilia     | +1:08.714       | 2      |
| 15   | Yasumasa Hatakeyama      | Honda       | +1:11.238       | 1      |
| 16   | Christian Boudinot       | Aprilia     | +1:12.677       |        |
| 17   | Cristophe Cogan          | Honda       | +1:15.676       |        |
| 18   | Davide Bulega            | Aprilia     | +1:21.112       |        |
| 19   | Sete Gibernau            | Honda       | +1:34.137       |        |
| 20   | Sebastián Porto          | Aprilia     | +1:44.834       |        |
| Ret  | Jurgen Lingg             | Honda       |                 |        |
| Ret  | Alessandro Antonello     | Aprilia     |                 |        |
| Ret  | Takeshi Tsujimura        | Honda       |                 |        |
| Ret  | Jamie Robinson           | Aprilia     |                 |        |
| Ret  | Jurgen van den Goorbergh | Honda       |                 |        |
| Ret  | José Barresi             | Yamaha      |                 |        |
| Ret  | Marcellino Lucchi        | Aprilia     |                 |        |
| Ret  | Alexander Folger         | Aprilia     |                 |        |
| Ret  | Gianluigi Scalvini       | Honda       |                 |        |
| Ret  | Michael Schulten         | Aprilia     |                 |        |
| Ret  | Matthias Neukirchen      | Yamaha      |                 |        |
| Ret  | Tetsuya Harada           | Yamaha      |                 |        |

- Pole Position: Ralf Waldmann, 1:43.902
- Vuelta Rápida: Ralf Waldmann, 1:42.991

## Resultados 125cc
| Pos. | Piloto            | Constructor | Tiempo/Retirado | Puntos |
| ---- | ----------------- | ----------- | --------------- | ------ |
| 1    | Masaki Tokudome   | Aprilia     | 42:14.721       | 25     |
| 2    | Stefano Perugini  | Aprilia     | +0.317          | 20     |
| 3    | Haruchika Aoki    | Honda       | +0.933          | 16     |
| 4    | Emilio Alzamora   | Honda       | +1.691          | 13     |
| 5    | Valentino Rossi   | Aprilia     | +1.919          | 11     |
| 6    | Peter Öttl        | Aprilia     | +2.067          | 10     |
| 7    | Jorge Martínez    | Aprilia     | +3.971          | 9      |
| 8    | Tomomi Manako     | Honda       | +4.509          | 8      |
| 9    | Manfred Geissler  | Aprilia     | +13.739         | 7      |
| 10   | Ivan Goi          | Honda       | +14.319         | 6      |
| 11   | Kazuto Sakata     | Aprilia     | +14.792         | 5      |
| 12   | Noboru Ueda       | Honda       | +14.914         | 4      |
| 13   | Josep Sarda       | Honda       | +15.917         | 3      |
| 14   | Lucio Cecchinello | Honda       | +16.773         | 2      |
| 15   | Frédéric Petit    | Honda       | +18.049         | 1      |
| 16   | Dirk Raudies      | Honda       | +23.732         |        |
| 17   | Jaroslav Huleš    | Honda       | +25.574         |        |
| 18   | Yoshiaki Katoh    | Yamaha      | +26.147         |        |
| 19   | Akira Saito       | Honda       | +1:04.869       |        |
| 20   | Paolo Tessari     | Honda       | +1:05.242       |        |
| 21   | Herri Torrontegui | Honda       | +1:05.311       |        |
| 22   | Ángel Nieto Jr    | Aprilia     | +1:14.357       |        |
| 23   | Markus Ober       | Honda       | +1 Vuelta       |        |
| Ret  | Emanuel Buchner   | Aprilia     |                 |        |
| Ret  | Darren Barton     | Aprilia     |                 |        |
| Ret  | Christian Kellner | Honda       |                 |        |
| Ret  | Garry McCoy       | Aprilia     |                 |        |
| Ret  | Youichi Ui        | Yamaha      |                 |        |
| Ret  | Loek Bodelier     | Honda       |                 |        |
| Ret  | Andrea Ballerini  | Aprilia     |                 |        |
| Ret  | Gabriele Debbia   | Yamaha      |                 |        |
| DNQ  | Steve Jenkner     | Aprilia     |                 |        |

- Pole Position: Jorge Martínez, 1:49.894
- Vuelta Rápida: Peter Öttl, 1:48.383